# كريستيان هاينريش بوستل
كريستيان هاينريش بوستل (بالألمانية: Christian Heinrich Postel)‏ (و. 1658 – 1705 م) هو شاعر، ومؤلف، ومترجم، وواضع كلمات الأوبرا، وكاتب، ومحامي ألماني، توفي في هامبورغ، عن عمر يناهز 47 عاماً، بسبب سل.

## التعليم
تعلم في جامعة روستوك.

## روابط خارجية
- كريستيان هاينريش بوستل على موقع الموسوعة البريطانية (الإنجليزية)